# Jaslene Gonzalez
 (mars 2012).
Si vous disposez d'ouvrages ou d'articles de référence ou si vous connaissez des sites web de qualité traitant du thème abordé ici, merci de compléter l'article en donnant les références utiles à sa vérifiabilité et en les liant à la section « Notes et références ».
Jaslene Gonzalez, née le 29 mai 1986, est une mannequin et animatrice de télévision américaine d'origine porto-ricaine. Elle est la gagnante de la huitième saison de Top Model USA.

## Biographie
Jaslene Gonzalez est née à Porto Rico mais a grandi à Chicago. Elle a été à la Notre Dame High School for Girls au nord-ouest de Chicago.

## Carrière
Après avoir échoué lors du casting afin d'intégrer la saison 7 de Top Model USA, Jaslene Gonzalez retente sa chance la saison suivante et remporte la compétition face à Natasha Gal.